# Medicina gráfica
Medicina Gráfica es la rama española del movimiento internacional Graphic Medicine.

## Historia del movimiento Graphic Medicine
El término fue acuñado por el médico y autor de cómic Ian Williams para describir el punto de "la intersección entre el medio de los cómics y el discurso de la atención médica". Los cómics son un medio atractivo, accesible y poderoso para presentar narraciones sobre patologías y las vivencias asociadas a estas. Aunque el movimiento se encuentra en una fase temprana de su desarrollo, existen gran número de medios académicos que apoyan el uso y desarrollo de la medicina gráfica. existiendo publicaciones en revistas como Configurations: A Journal of Literature, Science, and Technology (2.2) como en Journal of the Medical Humanities and Literature and Medicine. En 2020, Technical Communications Quarterly publicó un número especial sobre cómics y narrativa gráfica. Este número incluía una categoría de artículos de investigación que examinaban la comunicación gráfica en salud.
El sitio web de Graphic Medicine fue creado por el propio Williams en 2007, mientras preparaba sus estudios de doctorado. Durante ese proceso encontró los trabajos de Susan M. Squier, “Beyond nescience: the intersectional insights of health humanities” y “So Long as They Grow Out of It: Cómics, The Discourse of Developmental Normalcy, and Disability". Los académicos de todo el mundo que estaban interesados en los cómics y la atención médica comenzaron a contactar, en particular el profesor Michael Green, que había recientemente estableció un curso de narrativas gráficas en Hershey Medical School en la Universidad Estatal de Pennsilvania, y MK Czerwiec, también conocida como "Cómic Nurse", quien, durante muchos años, había estado registrando sus experiencias como enfermera de cuidados paliativos para el VIH en forma de historietas.
En 2014, la primera subvención para el crecimiento de novelas gráficas Will Eisner de la Asociación Americana de Bibliotecas se otorgó a la Biblioteca del distrito de Ypsilanti (Ypsilanti, Míchigan) por su propuesta de crear una colección de narrativas de medicina gráfica. Hasta la fecha, esa colección contiene más de 300 títulos. La autora MK Czerwiec dio una conferencia en el otoño de 2014 en el Hospital St. Joseph Mercy (Ypsilanti, Míchigan) en apoyo de esta subvención.
En 2015 la Universidad Estatal de Pennsilvania publicó "The Graphic Medicine Manifesto". Los autores son MK Czerwiec, Ian Williams, Susan Merrill Squier, Michael J. Green, Kimberly R. Myers y Scott T. Smith.  ISBN 9780271066493 ; 195 páginas, incluye referencias bibliográficas. Este fue el volumen inaugural de la serie de Medicina Gráfica en curso en Penn State University Press, que es coeditado por Susan M. Squier e Ian Williams.
En 2018, la Biblioteca Nacional de Medicina de EE. UU. lanzó una exposición, Medicina gráfica: mal concebida y bien dibujada  y un video, Una conversación sobre medicina gráfica. La exhibición incluye una exhibición especial, una exhibición itinerante de pancartas y una exhibición en línea. 
La popularidad de la medicina gráfica sigue creciendo en todo el mundo. Más allá de los EE. UU. y el Reino Unido, la medicina gráfica se practica y estudia en España, Taiwán, Alemania, India, Singapur y muchas otras naciones. Por ejemplo, Medicina Gráfica es España, la Asociación de Medicina Gráfica de Japón (JGMA), Laboratorio de Medicina Gráfica en India.
La importante revista científica Annals of Internal Medicine dedica actualmente una sección en exclusiva a la Medicina Gráfica llamada: Annals of Graphic Medicine
Desde 2016 la revista JAMA publica cada año un artículo con las dos mejores publicaciones de medicina gráfica del año.

## Movimiento Medicina Gráfica en español
El movimiento Medicina Gráfica en español nace en el año 2017 de la mano de Mónica Lalanda . Desde su creación han tenido gran presencial en redes sociales y han trabajado en su sitio web, donde publican con periodicidad semanal reseñas sobre obras de medicina gráfica en español.
Han organizado y participado activamente en la realización de congresos de Medicina Gráfica, con dos ediciones celebradas en 2018 y 2019.
Han participado en múltiples charlas y eventos de divulgación sobre medicina y cómic como Coruña Gráfica 
Los componentes del movimiento son profesores y organizadores en el primer Master de Medicina Gráfica de la Universidad Internacional de Andalucía

## Medicina Gráfica en las bibliotecas
Además del fondo de la Biblioteca Nacional de Medicina de los Estados Unidos, actualmente, son diversas las bibliotecas universitarias que incorporan la Medicina Gráfica a su fondo.
En Cataluña encontramos el CRAI Biblioteca del Campus de Bellvitge de la Universidad de Barcelona, que desde el 2018 tiene una colección de medicina gráfica. 
En Aragón, la Biblioteca Biomédica de la Universidad de Zaragoza dispone también de un fondo de medicina gráfica.
La Universidad Complutense de Madrid dispone de una selección de cómicos a su Biblioteca de Enfermería, Fisioterapia y Podología.

## Componentes
Desde su creación el grupo de Medicina Gráfica en español ha aumentado el número de sus componentes:
MIEMBROS EN ACTIVO:
- Mónica Lalanda - Médico y coordinadora de Medicina Gráfica - Co-ganadora del Premio Eisner 2021 y coordinadora del Master de Medicina Gráfica de la Universidad Internacional de Andalucía
- Tolo Villalonga - Enfermero Especialista en Pediatría en Atención Primeria e ilustrador
- Juan Carlos Claro - Médico especialista en Medicina Interna y Académico de la Universidad Católica de Chile
- Alejandro Martínez - Médico de Familia y colaborador en "Es la hora de las tortas"
- José Luis de la Fuente - Doctor en medicina colaborador en El Humor y el fuego perteneciente al Colegio Oficial de Médicos de Málaga, coordinador del Master de Medicina Gráfica de la Universidad Internacional de Andalucía
- Rafa Marrón - Médico especialista en Medicina Interna y dibujante.
- Daniel Sender - Médico especialista en Medicina Interna y Comunitaria y dibujante
- Eugenia García Amor - Médico Residente de Neurología y dibujante.
- Guido Rodríguez de Lema Tapetado - Médico especialista en Medicina Interna, autor de cómics bajo el seudónimo compartido de "Yo, Doctor"[25]
- Juan Sánchez-Verde Bilbao - Médico especialista en Medicina Familiar y Comunitaria, autor de cómics bajo el seudónimo compartido de "Yo, Doctor"[25]
- Silvia Sánchez - Enfermera y dibujante en Enfermería Creativa[26]

ANTIGUOS MIEMBROS:
- Mónica López - Psicóloga, directora de Salud Creativa

## Obras Notables
- Bad Doctor ( Un mal médico) - Ian Williams; ISBN: 978-0271067544 (Saludarte Ediciones: edición en Español ISBN: 978-8412134704)
- Stitches - David Small; ISBN: 978-0393338966
- Con-ciencia Médica - Mónica Lalanda; ISBN: 978-8416624508
- Píldoras Azules - Frederick Peeters; ISBN: 9788190624138
- Una posibilidad entre mil - Cristina Durán y Miguel Ángel Giner; ISBN: 8496722899
- La máquina de Efrén - Cristina Durán y Miguel Ángel Giner; ISBN: 8496722457
- Arrugas - Paco Roca; ISBN: 8496815390
- Epiléptico - David B. ; ISBN: 8416131481
- Efectos Secundarios - Varios Autores; ISBN: 978-8418215933
- Cara o Cruz: Conviviendo con un trastorno mental - Lou Lubie; ISBN: 978-8467932164
- Neurocomic - Hana Roš y Matteo Farinella; ISBN: 978-1907704703
- Agujero Negro - Charles Burns; ISBN: 978-8417442262
- El Club de las Batas Blancas - Yo, doctor; ISBN: 8417001921
- La Adopción - Zidrou y Arno Monim; ISBN: 8412134729
- Comiendo con miedo - Elisabeth Karin Pavón Rymer-Rythén; ISBN: 8467950293